# Lemara
Lemara ist ein Verwaltungsbezirk (Ward) des Distrikts Arusha in der tansanischen Region Arusha.

## Geografie
Lemara liegt im Norden von Tansania. Er ist ein schmaler Bezirk im Süden von Arusha mit einer Nord-Süd-Ausdehnung von mehr als sieben Kilometern und einer Breite von weniger als einem Kilometer. Im Norden reicht er nahe an den Themi-Hügel heran. Seine Grenze im Westen bildet der Fluss Themi, die im Osten die Njiro-Road. Im Süden reicht der Bezirk über die Arusha Bypass Road hinaus. Durch den Bezirk fließt der Lemara, der in den Themi mündet.
Bei der Volkszählung 2022 lebten hier 26.884 Menschen in 8130 Haushalten.

## Gliederung
Der Bezirk besteht aus sieben Stadtteilen (Mtaa):
- Ilkirouwa
- Olepholos
- Korongoni
- Kikwakwaru A
- Kikwakwaru B
- Lemara Kati
- Sunflag

## Wirtschaft und Infrastruktur
- Bildung: Die Lemara Secondary School bildet Burschen und Mädchen bis zur 4. Stufe aus.[6]